# Роман Караколев
Роман Караколев (роден на 23 март 1955 г.) е бивш български футболист, ляв защитник. Една от най-големите легенди на Марек (Дупница), където преминава цялата му състезателна кариера. За клуба изиграва общо 414 шампионатни мача и бележи 23 гола – 155 мача с 2 гола в А група и 259 мача с 21 гола в Б група.

## Биография
Караколев постъпва в школата на Марек на 12-годишна възраст. Дебютира за мъжкия отбор едва 17-годишен като прави впечатление със скоростта и прецизния си пас. Първоначалната позиция, на която играе е ляв атакуващ халф, но по-късно се утвърждава като ляв краен бранител. Част от най-успешната формация в клубната история на дупничани.
През сезон 1976/77 с Марек печели бронзовите медали в А група. През есента на 1977 г. играе и в четирите мача на отбора от Купата на УЕФА, включително при историческата победа с 2:0 срещу Байерн (Мюнхен) на 2 ноември 1977 г. Част е и от най-големия успех в историята на клуба – спечелването на националната купа през сезон 1977/78. Има и два мача в КНК.
Между 1978 г. и 1981 г. Караколев изиграва 14 мача за националния отбор. Дебютира на 29 ноември 1978 г. при домакинска загуба с 0:2 от Северна Ирландия в европейска квалификация.
Защитникът остава на футболния терен до края на сезон 1987/88, след което прекратява кариерата си на 33-годишна възраст. През 1989/90 е старши треньор на Марек в Б група, но отборът изпада в третия ешелон.

## Успехи
Марек (Дупница)
- Национална купа:
  -  Носител: 1977/78